# 福建高等檢察署金門檢察分署
福建高等檢察署金門檢察分署（簡稱金門高分檢）是中華民國兩個二級檢察機關之一，負責指揮督導福建省的地方檢察署，同時也受最高檢察署指揮督導，辦理轄區提起上訴之刑事案件等。

## 沿革
- 1951年，成立「福建高等法院廈門分院檢察處」，辦公處所設於臺北市。
- 1991年7月1日，奉行政院核定更名為「福建高等法院金門分院檢察署」。
- 1993年2月15日，起遵照立法院之決議，遷回金門辦公；暫存臺北辦公室以便利兼任本署之檢察官在臺北處理公務，直至2008年8月1日臺北辦公室廢設。
- 2018年5月25日，因應《法院組織法》之修訂，中華民國全體檢察署正式去掉「法院」二字，更名為「福建高等檢察署金門檢察分署」[3]。

## 歷任首長
| 任次       | 姓名       | 就任日期         | 卸任日期         | 備註       |
| 首席檢察官 | 首席檢察官 | 首席檢察官       | 首席檢察官       | 首席檢察官 |
| ---------- | ---------- | ---------------- | ---------------- | ---------- |
| 1          | 蔣邦樑     | 民國40年         | 民國41年         |            |
| 2          | 廖泉湧     | 民國41年         | 民國43年         |            |
| 3          | 李鍾聲     | 民國43年         | 民國44年         |            |
| 4          | 陳希偉     | 民國44年         | 民國48年         |            |
| 5          | 楊淑明     | 民國48年7月      | 民國54年8月      |            |
| 6          | 范歷香     | 民國54年8月      | 民國64年8月      |            |
| 7          | 朱石炎     | 民國64年8月1日   | 民國70年3月1日   |            |
| 8          | 戴玉山     | 民國70年3月1日   | 民國70年10月1日  |            |
| 9          | 駱繼堯     | 民國70年10月1日  | 民國77年1月9日   |            |
| 10         | 曾勇夫     | 民國77年1月9日   | 民國78年7月10日  |            |
| 檢察長     |            |                  |                  |            |
| 11         | 鄭增銅     | 民國78年7月10日  | 民國79年2月1日   |            |
| 12         | 王和雄     | 民國79年2月1日   | 民國80年2月27日  |            |
| 13         | 李光清     | 民國80年2月27日  | 民國80年10月2日  |            |
| 14         | 王和雄     | 民國80年10月2日  | 民國82年4月19日  |            |
| 15         | 陳辛酉     | 民國82年4月19日  | 民國85年1月17日  |            |
| 16         | 洪 昶      | 民國85年1月17日  | 民國88年4月28日  |            |
| 17         | 陳岳陽     | 民國88年4月28日  | 民國92年7月31日  |            |
| 18         | 楊森土     | 民國92年7月31日  | 民國94年3月16日  |            |
| 19         | 林玲玉     | 民國94年3月16日  | 民國97年7月31日  |            |
| 代理       | 張益昌     | 民國97年8月28日  | 民國98年6月30日  | 檢察官代理 |
| 20         | 施良波     | 民國98年7月1日   | 民國100年7月20日 |            |
| 21         | 邢泰釗     | 民國100年7月20日 | 民國104年5月7日  |            |
| 22         | 鄭文貴     | 民國104年5月7日  | 民國107年7月8日  |            |
| 23         | 費玲玲     | 民國107年7月9日  | 民國108年1月30日 |            |
| 24         | 林邦樑     | 民國108年1月31日 | 民國110年5月4日  |            |
| 25         | 洪培根     | 民國110年5月5日  | 民國111年5月19日 |            |
| 26         | 鄭銘謙     | 民國111年5月20日 | 民國112年5月2日  |            |
| 27         | 毛有增     | 民國112年5月3日  | 現任             |            |

## 組織

### 本署[4]
- 檢察長
- 檢察官
- 書記處
  - 文書科
  - 研考科
  - 總務科
  - 資訊科
- 人事室
- 主計室
- 政風室

## 特色
- 本署是中華民國管轄面積最小、人口最少的二級檢察機關。
- 因無福建高等檢察署之設，本署直接受最高檢察署之指揮督導[1]。
- 本署現與福建高等法院金門分院、福建金門地方法院及福建金門地方檢察署同址辦公。

## 外部連結
- 福建高等檢察署金門檢察分署 （页面存档备份，存于）